# Gungu (territoire)
Pour les articles homonymes, voir Gungu.
Le territoire de Gungu est une entité déconcentrée de la province du Kwilu en république démocratique du Congo. Son chef-lieu est Gungu.

## Histoire
Le territoire est créé par l’ordonnance n°81/AIMO du 29 septembre 1933. 

## Commune
Le territoire compte une commune rurale de moins de 80 000 électeurs.
- Gungu, (7 conseillers municipaux)

Le chef-lieu du territoire de gungu est gungu-cité subdivisé en 9 quartiers: Kwilu, mundele funji, kimbuta, kakobola, gizenga, lukwila, Congo, Lumumba et kinzungulu.

## Collectivités
Le territoire de Gungu est organisé en 12 collectivités (12 secteurs) et 130 groupements.
- Secteur Gungu, constitué de 7 groupements : Kangu, Kanzongo, Kunga Kihanga, Mweni mbangu, Mweni Ngungu, Shimuna et Yongo II.

- Secteur Kandala, constitué de 11 groupements : Bakwa Meya, Basamba, Kabambay, Kibanda, Kiehu, Kifuza, Kombana, Kudi, Mbondo, Ndjinga, Ngunda.

- Secteur Kilamba, constitué de 10 groupements : Bondo, Bushi, Kazamba, Kindela, Mbangi, Mulaza, Musoto, Ndala-Pembe, Olume, Yongo.

- Secteur Kilembe, constitué de 16 groupements : Banga Kilembe, Besi Bulenge, Besi Makola, Bushi, Katamba, Kinga Mumbanza, Kipita, Landa, Madimbi, Mbandji, Midiwa, Ndumbi, Ngudi, Nyanga, Pinda, Ubole.

- Secteur Kisunzu, constitué de 8 groupements : Kibongo, Kingudi, Kisunzu, Mbamba, Mudimakatshi, Mudiniati, Mukinda, Mwilu-Mwilu.

- Secteur Kobo, constitué de 9 groupements : Hago, Kabula, Kahunia Ngandu, Kiama Makinda, Kisongo Nzila, Mutombo Nzinga, Namabanza, Ndongela, Kitende.

- Secteur Kondo, constitué de 16 groupements : Kahungu, Katembo, Katenga Kakuba, Katenga Kioswa, Kawaya, Keza Gisamba, Kilundu, Kinzashi Bama, Kinzashi Khumbi, Kisenzele, Lozi Makumbi, Manda Pulu, Muhange, Ngashi, Ngundu Kasandji, Ngundu Kindama.

- Secteur Lozo, constitué de 13 groupements : Dongo Selenge, Gatunda, Kapenda, Kimbunze, Kinguba, Kinzamba, Kungu-Nzumbi, Lozo Munene, Malundu, Munzombo, Musanga Lubwe, Ngondo, Ngunda.

- Secteur Lukamba, constitué de 7 groupements : Ebiale, Kimbanda, Kimpundu, Lufushi, Lukamba, Matende, Mukulu.
- Secteur Mudikalunga, constitué de 12 groupements : Holo, Kandongo, Kasanza Kafufu, Kashitu, Kizungu Nzadi, Mudikalunga, Mudikwiti, Mudiwamba, Mwandu, Ndala Kunda, Ngandu Kitshindji, Shimuna Kanga.

- Secteur Mungindu, constitué de 14 groupements : Kahundji, Kangu, Kingulu, Kitombe, Kizungu, Mangolo, Mukoso, Mutombo Kangu, Mutundu, Ngongo Kisuma, Ngumba Ngulu, Ngwangwa, Niekenene, Pukusu.

- Secteur Ngudi, constitué de 7 groupements : Bawongo, Bushi, Kimbembele, Kipindji, Ngashi, Ngudi, Samaba.